# Stacionarno stanje
Stacionarno stanje je stanje sustava pri kojem se njegovi makroskopski čimbenici (parametri) ne mijenjaju ili u koje se sustav periodički vraća. Iz stacionarnoga stanja sustav može pokrenuti samo djelovanje vanjske sile. Moderna fizika (kvantna mehanika) proširila je pojam stacionarnoga stanja u tom smislu da stacionarno stanje ne mora biti najniže energetsko stanje čestice, nego se čestica može nalaziti konačno mnogo vremena samo u određenim stacionarnim stanjima, pravilno raspoređenima po energiji. Prijelaz između dvaju stacionarnih stanja moguć je samo uz emisiju, odnosno apsorpciju energije.

## Stacionarno strujanje
Stacionarno strujanje je strujanje koje nastaje kada je u svakoj točki nekog presjeka strujnog toka jednaka brzina i jednak tlak. Tako je na primjer strujanje tekućina iz rezervoara sa stalnom razinom, zatim u cijevima sa stalnim tlakom i drugo.

## Kvantnomehaničko stacionarno stanje
Kvantnomehaničko stacionarno stanje je energijsko stanje čestice atomskih veličina (dimenzija) u kojemu se ona može nalaziti u omeđenome prostoru. Okarakterizirano je diskretnim vrijednostima energije i određenim kvantnim brojevima. Kad se elementarna čestica nalazi u stacionarnom stanju ona ne emitira i ne apsorbira energiju. Prijelaz između dvaju stacionarnih stanja moguć je samo uz emisiju, odnosno apsorpciju diskretne vrijednosti energije. Emitirane vrijednosti energije stacionarnog stanja ovise o vrsti čestice, na primjer razlika između prvoga i drugoga stacionarnog stanja u vodikovu atomu je 13,6 eV, između drugoga i trećega 3,4 eV, između trećega i četvrtoga 1,51 eV. Prema različitim vrijednostima emitiranih ili apsorbiranih diskretnih vrijednosti energije mogu se prepoznati emisijski ili apsorpcijski spektri različitih kemijskih elemenata i tako odrediti kemijski sastav nepoznate tvari. 